# Carepa (aço)

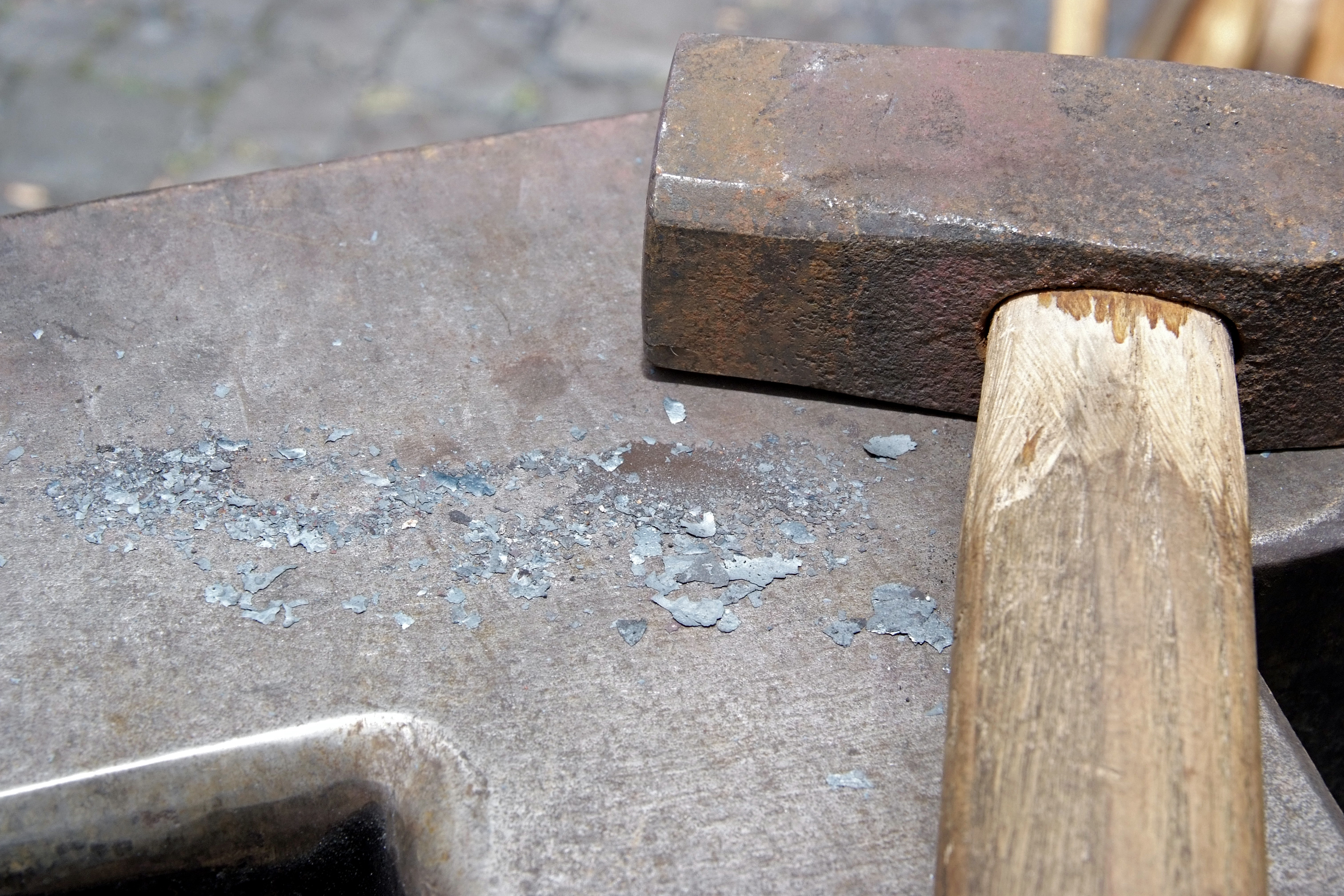
Carepa sob bigorna

Carepa ou Calamina é uma superfície escura e escamosa deixada no aço laminado a quente, e consiste nos óxidos de ferro óxido de ferro(II) (FeO), óxido de ferro(III) (Fe2O3), e óxido de ferro(II,III) (Fe3O4, magnetita).
Carepa é um co-produto oriundo da oxidação da superfície do aço, quando submetido ao gradiente térmico ou à simples ação do tempo. No ramo siderúrgico, provém, basicamente, das operações de lingotamento contínuo e laminação. A carepa possui cor escura. Tem, usualmente, menos de 0,1 mm de espessura e é aderida a superfície do aço protegendo o mesmo da corrosão atmosférica.
Devido a sua formação eletro-química catódica no aço, qualquer "quebra" na carepa causará corrosão acelerada do aço exposto a atmosfera. A carepa é benéfica até ser "quebrada" devido ao manuseio do aço ou devido a alguma outra causa mecânica.
A carepa é um problema quando o aço deve ser processado. Qualquer tipo de tinta aplicada por cima dela pode ser considerado desperdício devido ao fato de que ela logo começara a descascar juntamente com a carepa a medida que a umidade entre por baixo da mesma. A carepa pode ser removida através dos processos de decapagem ou jateamento abrasivo. Atualmente, a maioria das aciarias podem entregar seus produtos sem a carepa e protegidos com uma tinta primer sob a qual os processos de soldagem e pintura podem ser feitos sem problemas.
A carepa gerada nos rolos da laminação a quente são coletadas e enviadas a siderúrgica para sua reciclagem.